# Dáirine
Los Dáirine (Dárine, Dáirfine, Dáirfhine, Dárfine, Dárinne, Dairinne), posteriormente conocidos dinásticamente como los Corcu Loígde, fueron los proto-gobernantes históricos de Munster antes de la aparición de los Eóganachta en el siglo VII d. C.. Aparentemente derivan de los Darini de Claudio Ptolomeo y tienen relación con los Ulaid y Dál Riata de Úlster y Escocia. En soporte de esta idea, sus antepasados aparecen frecuentemente en el Ciclo del Úlster, donde son conocidos como los Clanna Dedad, y son los asesinos de Cú Chulainn. Todos son considerados Érainn (véase también el modelo histórico de O'Rahilly). En tiempos históricos los Dáirine estuvieron representados, como se dijo, por los Corcu Loígde, y probablemente por los Uí Fidgenti y Uí Liatháin, así como unas cuantas otras familias históricas primitivas de Munster y Úlster. En esquemas genealógicos antiguos, los históricos Dál Fiatach de Ulaid también pertenecieron a los Dáirine (Clanna Dedad).

## Historia
El término Dáirine a veces puede referirse a las dinastías Érainn como un todo, en lugar de los septos reales distintivos mencionados anteriormente. Los Dáirine de Munster se dice que descienden de un cierto Dáire (Dārios), tanto Dáire Doimthech (Sírchrechtach), antepasado de los Corcu Loígde, como Dáire mac Dedad, padre de Cú Roí. Los dos son probablemente idénticos. los genealogistas medievales fueron conscientes de la confusión y la registraron en el Libro de Glendalough (Rawlinson B 502). En cierto punto la tradición de linaje de los Corcu Loígde divergió en sus formas y cesó hasta el punto de emparejarse con aquellas más comunes en otro lugar de Irlanda. Los Clanna Dedad tomaron su nombre del abuelo de Cú Roí, Deda mac Sin.
Notable es que los Dáirine fueron altamente renombrados como una casta militar belicosa, en contraste a sus sucesores agrícolas y relativamente pacíficos. Según el Táin Bó Flidais, los Clanna Dedad fueron una de las tres razas de guerreros (laech-aicmi) de Irlanda, siendo las otras los Clanna Rudraige (sus primos Ulaid), y los Gamanrad de Irrus Domnann, quienes estuvieron relacionados con los Laigin.
De todas maneras, los Dáirine aparecen para ser más recordados en el corpus sobreviviente por su regla presuntamente sangrienta y dura, en algunos cuentos incluso aparecen como monstruosos. Este retrato puede o no tener alguna base en un hecho antiguo, y posiblemente sea la invención de historiadores y cuentistas.
Entre los septos supervivientes conocidos de orígenes principescos en Munster están los O'Driscoll, O'Leary, Coffey, Hennessy y Flynn, todos los descendientes de Lugaid mac Con. En Úlster los septos Dál Fiatach son los Haughey/Hoey y Donlevy/Dunleavy.
Los semi-históricos Mongfind y Crimthann mac Fidaig pueden haber derivado de septos periférico de los Dáirine, pero esto no puede ser probado.

## Figuras
Figuras legendarias que pertenecieron a los Dáirine, descendientes (y familiares) de Dáire mac Dedad / Dáire Doimthech, incluyendo:
- Cú Roí mac Dáire
- Lugaid mac Con Roí
- Conganchnes mac Dedad
- Fiatach Finn
- Lugaid Loígde
- Rechtaid Rígderg
- Mac Con
- Fothad Cairpthech y Fothad Airgthech
- Eochaid Étgudach
- Óengus Bolg
- Aimend
- (Crimthann mac Fidaig)
- (Mongfind)

## En el Ciclo de Úlster
- Huido Bricrenn
- Mesca Ulad
- Táin Bó Cúailnge
- Táin Bó Flidhais

## El Ciclo de Mac Con
- Cath Maige Mucrama

### DIL
- eDIL – Dictionary of the Irish Language Letter: D1 (D-Degóir), Columns 35 and 36

### Ulster Cycle
- Cross, Tom Peete and Clark Harris Slover (eds.), Ancient Irish Tales. Henry Holt and Company. 1936.
- Gantz, Jeffrey (tr.), Early Irish Myths and Sagas. Penguin. 1981.
- Hellmuth, Petra Sabine, "A Giant Among Kings and Heroes: Some preliminary thoughts on the character Cú Roí mac Dáire in medieval Irish literature", in Emania 17 (1998): 5–11.
- Kinsella, Thomas (tr.), The Tain. Oxford. 1969.

### Mac Con
- Ailill Aulom, Mac Con, and Find ua Báiscne
- Cath Maige Mucrama
- The Battle of Mag Mucrama
- Aided Meic Con
- The Death of Mac Con
- Scéla Éogain 7 Cormaic
- Scéla Cuinn 7 Airt 7 Cormaic
- Baile Chuinn
- Scéla Mosauluim 7 Maic Con 7 Luigdech

- Datos: Q5320076